# Maysa É Maysa... É Maysa... É Maysa
Maysa É Maysa... É Maysa, É Maysa! é o sexto álbum de estúdio gravado pela cantora brasileira Maysa, lançado em 1959. O álbum traz na capa o rosto de Maysa em meio à escuridão e foi relançado em 1960 e 1983 com o nome Maysa e os Grandes Sucessos. 
Este álbum, que era o primeiro sem uma composição da cantora, apesar de ser recheado de ótimas canções, não recebeu a devida divulgação, pois Maysa se encontrava em Paris, a fim de descansar.O disco mostra os primeiros flertes de Maysa com a bossa-nova que estava explodindo no meio musical, em músicas como ''A Felicidade'', ''E Daí'' e ''Recado'', sem deixar de lado as suas tradicionais interpretações tristes.
Algumas músicas do álbum também foram lançadas em três discos 78 rpm. O primeiro continha "Recado" e a inédita "Este Nosso Olhar" de Sérgio Ricardo, o segundo "A Felicidade" e "Manhã de Carnaval" e o terceiro "Só Deus" e "A Noite de Nós Dois". Também dois compactos duplos do mesmo ano continham canções do álbum: Em Ouça...Maysa além de "Recado" e "O Que É Que Falta?", havia também "Ouça" e "Noite de Paz". No compacto Felicidade encontram-se "Manhã de Carnaval" e "Só Deus"
no lado A e "A Felicidade" e "Hino Ao Amor (Hymne à l'Amour)" no lado B.

## Faixas
| N.º | Título                           | Música                                                 | Duração |  |
| 1.  | "Só Deus"                        | Evaldo Gouveia / Jair Amorim                           | 2:33    |  |
| 2.  | "O Que É Que Falta"              | Daisy Amaral                                           | 3:03    |  |
| 3.  | "A Felicidade"                   | Tom Jobim / Vinicius de Moraes                         | 2:35    |  |
| 4.  | "Hino ao Amor (Hymne à l'amour)" | Edith Piaf / Marguerite Monnot / Versão: Odayr Marsano | 2:58    |  |
| 5.  | "E Daí?"                         | Miguel Gustavo                                         | 2:17    |  |
| 6.  | "Manhã de Carnaval"              | Antônio Maria / Luiz Bonfá                             | 3:09    |  |
| 7.  | "Vivem em Paz"                   | Dalto Vogeler                                          | 3:06    |  |
| 8.  | "Eu Sei Que Vou Te Amar"         | Tom Jobim / Vinicius de Moraes                         | 3:10    |  |
| 9.  | "A Noite de Nós Dois"            | Fernando César / Otello Zuccolo                        | 3:24    |  |
| 10. | "Castigo"                        | Dolores Duran                                          | 3:31    |  |
| 11. | "Pela Rua"                       | Ribamar / Dolores Duran                                | 2:58    |  |
| 12. | "Recado"                         | Djalma Ferreira / Luiz Antônio                         | 2:28    |  |